# Malchiel Gruenwald
Pour les articles homonymes, voir Gruenwald.

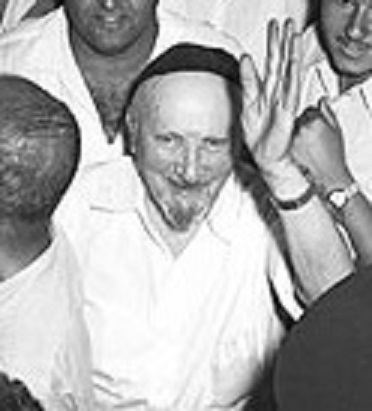
Malchiel Gruenwald lors du procès Kastner.

Malchiel Gruenwald (hébreu : מלכיאל גרינוולד ; qu'on peut aussi trouver orthographié Grünwald, Gruenvald, et Greenwald ; 1882–1968) est un hôtelier israélien, également journaliste amateur et collectionneur de timbres, qui devient célèbre en 1953, quand il accuse un fonctionnaire israélien Rudolf Kastner, d'avoir collaboré avec les nazis pendant la Shoah des juifs de Hongrie.

## Biographie
Gruenwald est né en Hongrie, à l'époque de l'empire  d'Autriche-Hongrie et a vécu à Vienne, travaillant dans plusieurs commerces. Il a aussi travaillé comme journaliste à temps partiel. En 1937, vivant à Vienne avec  sa famille, il est victime d'un pogrom où il perd ses dents, sa langue est coupée, ses jambes brisées, et il est laissé pour mort, inconscient.
En 1938, après avoir guéri de ses blessures, il émigre dans la Palestine mandataire avec son épouse, son fils Itzhak, et sa fille Rina. Il s'installe à Jérusalem où, avec ses économies, il achète l'hôtel Austria, hôtel de dix chambres sur le jardin de Sion qu'il tient avec son épouse.
Gruenwald et sa famille s'engagent dans le sionisme. Après le livre blanc de 1939, Malchiel et ses deux frères aident à l'immigration illégale des juifs en Palestine, organisant l'émigration des Juifs, dont celle des Juifs fuyant la Shoah. Son fils rejoint l'Irgoun ; il est tué lors des combats sur le Mont Sion pendant la première guerre israélo-arabe, après laquelle Malchiel Gruenwald rebaptise l'hôtel Mount Zion Hotel. Sa fille est alors infirmière au centre médical Hadassah le jour, et soigne les blessés de l'Irgoun la nuit.
Dans son livre Hitler, les Alliés, les Juifs, l'historien Shlomo Aronson affirme que le dossier personnel de Gruenwald, ouvert par les services de renseignements israéliens, donne une image très différente des activités de Gruenwald. Selon ce dossier, Gruenwald aurait été membre de la pègre en Hongrie et en Autriche, et un informateur renseignant la police sur les sionistes travaillistes, menaçant les leaders juifs orthodoxes et escroquant les réfugiés. Le dossier établit également, selon lui, que Gruenwald aurait demandé aux autorités britanniques d'empêcher un navire transportant des réfugiés, le SS Patria, d'entrer en Palestine.

## Pamphlétaire

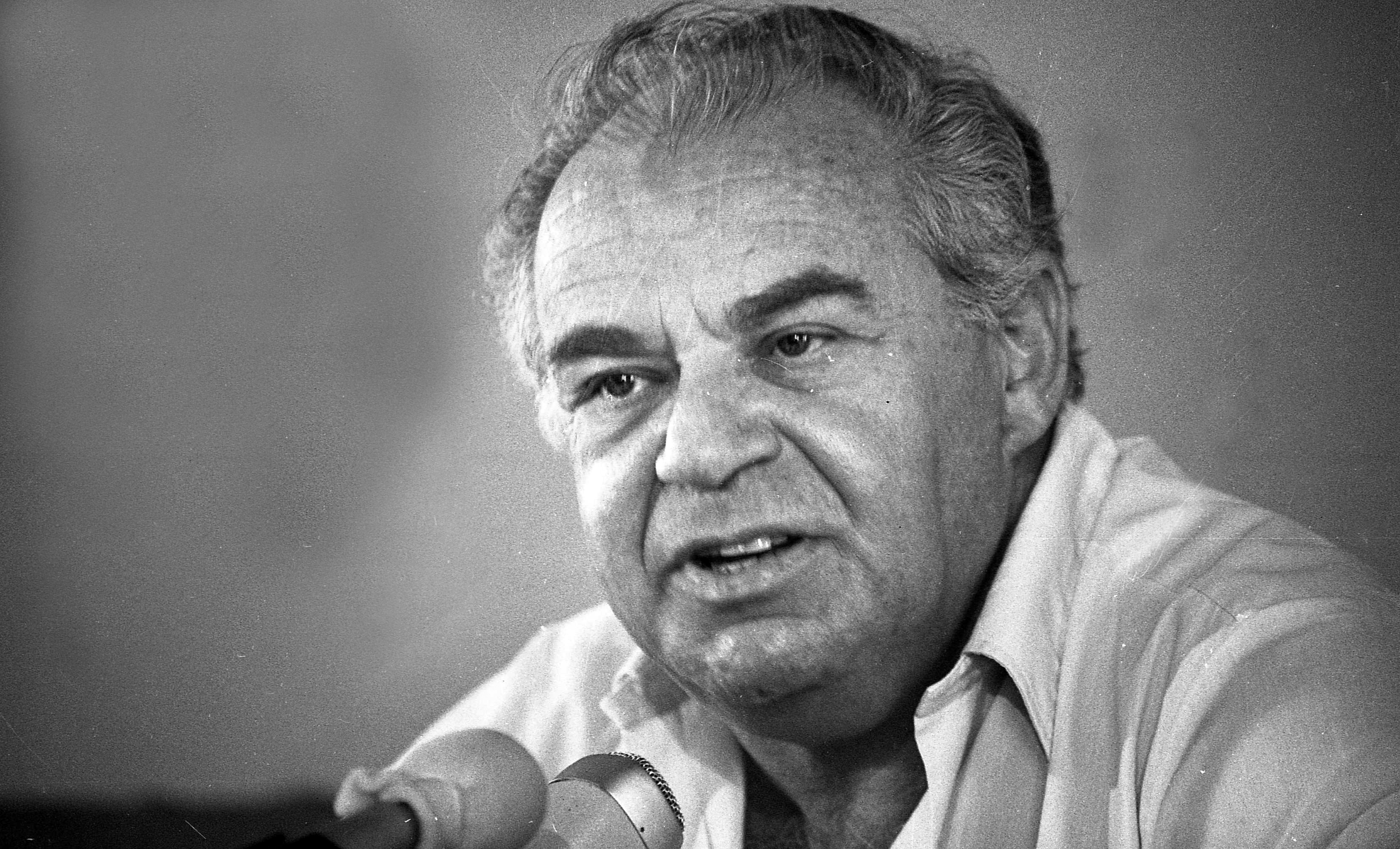
L'avocat de Gruenwald, Shmuel Tamir, ici photographié en 1980.

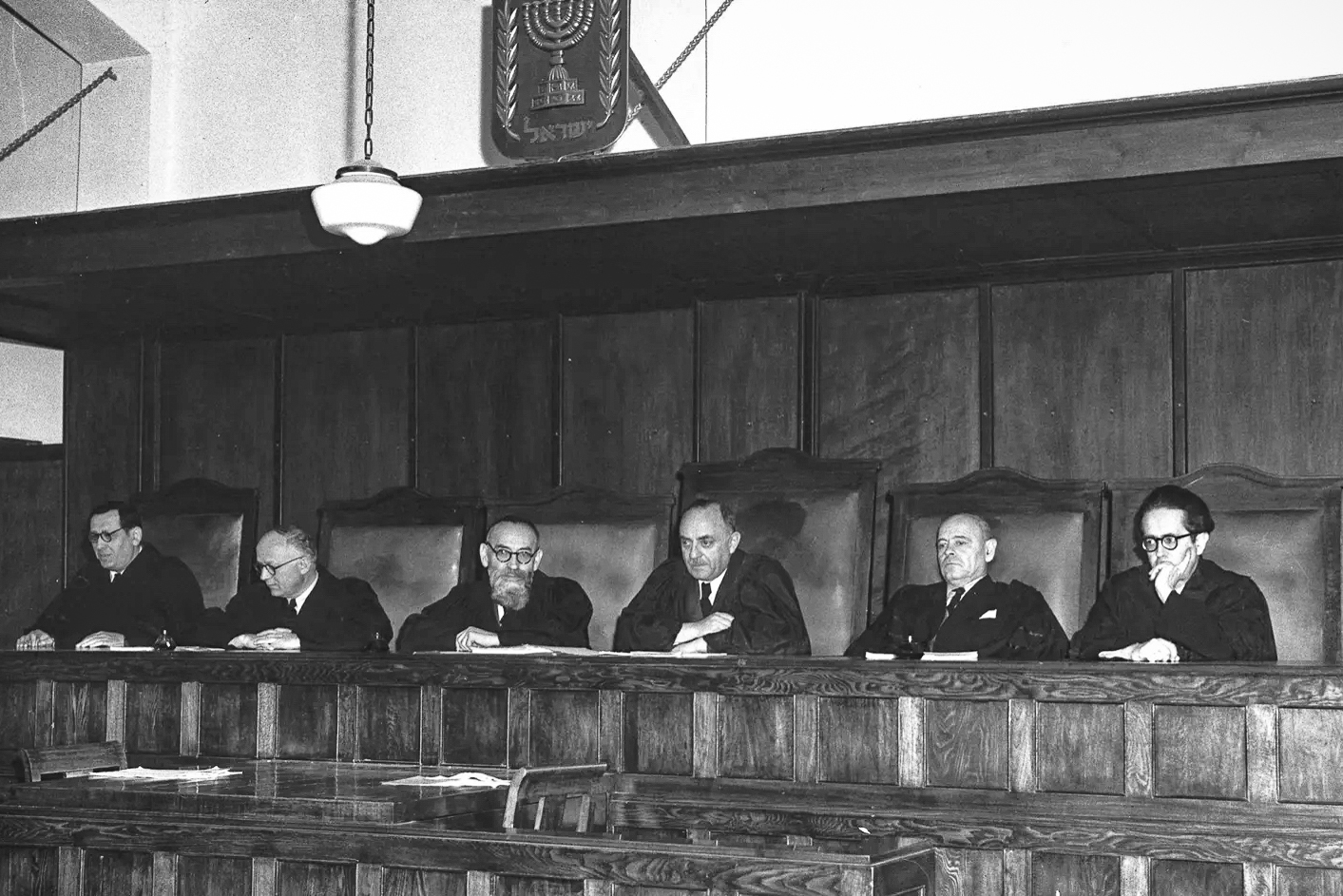
Les juges de la cour suprême d'Israël en 1953.

Au début des années 1950, Gruenwald décide de se consacrer au journalisme, mais personne ne souhaite employer un vieillard de 72 ans qui écrit en hébreu moderne. Gruenwald commence alors à  auto-éditer des pamphlets  de trois pages ronéotypées sur une base plus ou moins hebdomadaire. Il traduit le texte de l'allemand en hébreu avant de l'imprimer. Il distribue lui-même le journal pour un tirage d'environ 1 000 exemplaires, soit par courrier, soit de la main à la main dans les cafés. Le journal est gratuit. Sous le titre de Michtavim el haveray be'Mizrahi (Lettres à mes amis en  Mizrahi en hébreu), les pamphlets attaquent « les leaders corrompus, les religieux officiels qui, selon lui, n'étaient pas dignes de leur position, les officiels cupides, et tous les gens ayant une certaine autorité ». Parmi les cibles de Gruenwald, on trouve différents leaders de groupes religieux, dont des mizrahis, des ministres, des députés de la Knesset, et d'autres politiques de tous les partis, en particulier du Mapaï alors au pouvoir. Parfois, une de ces personnes le menaçait de procès : Gruenwald faisait alors des excuses publiques, le plus souvent au Café Vienna, au rez-de-chaussée de son hôtel.
En août 1952, il publie son 51e pamphlet,. Il y accuse Rudolf Kastner — porte-parole du ministère du Commerce et de l'Industrie, haut responsable du Mapai, et l'ancien chef de facto du comité d'aide et de sauvetage juif hongrois pendant la Shoah—  d'avoir collaboré avec les nazis. Le pamphlet affirme que la collaboration de Kastner a abouti à la mort de 400 000 Juifs de Hongrie et qu'après la guerre, il a témoigné aux procès de Nuremberg en faveur du  Standartenführer (colonel) SS Kurt Becher, ce qui l'a sauvé d'une condamnation pour ses crimes de guerres. Selon Hecht, Gruenwald obtient ses informations d'une lettre anonyme et de conversations avec un étranger au Café Vienna. Un article de 1955 du Time Magazine affirme qu'il essayait en fait de découvrir qui avait trahi sa famille en Hongrie, et qu'il tira ses conclusions « après avoir consulté des montagnes d'archives jaunies ».
Le texte du pamphlet comprend les passages suivants
J'ai attendu longtemps pour montrer au grand jour ce carriériste que je considère, à cause de sa collaboration avec les nazis, comme un meurtrier indirect de mes chers parents.

Qui est ce porte-parole du ministre du Commerce et de l'Industrie ; qui est ce grand chef des juifs hongrois ; qui est cet homme placé haut sur la liste des candidats pour le parlement d'Israël par le Mapaï, parti du gouvernement ?

Cette personne est le Dr Rudolf Kastner, aventurier en politique, guidé par sa mégalomanie maladive.

Pour qui, et pour le compte de qui, Dr Kastner, êtes vous allé comme un voleur dans la nuit de Nuremberg pour devenir un témoin de la défense du colonel SS Kurt Becher, meurtrier de juifs, l'homme qui s'est vautré dans le sang de nos frères ? Kurt Becher - Administrateur économique de la Gestapo !

Pourquoi l'avez-vous sauvé de la peine de mort qu'il avait tant mérité ?

Vous avez été à Nuremberg pour sauver un meurtrier de masse de juifs. Qu'est-ce qui vous a poussé à faire ça ?

Quel sorte d'accord à l'amiable a été conclu entre ce meurtrier, Becher, et cet homme que j'accuse de collaboration avec les nazis ?

Et c'est le même Kastner que le Mapaï a pris en son sein et place haut sur ses listes de responsables.

Mon Dieu ! Les actes de Kastner à Budapest nous ont coûté les vies de centaines de milliers de juifs !

Nous demandons un comité public d'investigation impartial.

Kastner doit être retiré de la vie politique et de la société de son pays.

Ceci est notre tâche jusqu'à ce que fin soit mis au Mal.
Gruenwald conclut sa charge comme suit :
Il voulait se sauver lui-même, afin que Becher ne révèle pas au tribunal international leurs accords et leurs actes concertés de vol...

Où est maintenant l'argent des Juifs de Hongrie, les millions pour lesquels aucun compte n'est rendu...

Il n'a pas sauvé plus de 52 de ses connaissances, et des centaines d'autres Juifs—dont la plupart convertis au christianisme— qui ont acheté leur sauvetage à Kastner en payant des millions ! C'est comme ça que Kastner a sauvé les membres du Mapaï...

Il a sauvé des gens avec du réseau, faisant fortune en cours de route. Mais les milliers de vieux sionistes, membres du Mizrahi et de sectes ultra-orthodoxes—ceux-là, Kastner les a laissé dans la vallée des ombres de la mort.
Le seul journal israélien à accorder de l'attention à ce pamphlet est le Hérout. Le chroniqueur politique Yoel Marcus écrit que pendant trois ans des Juifs hongrois avaient affirmé qu'« un homme en position officielle » a témoigné en faveur de criminels de guerre nazis, avait été impliqué dans des affaires louches et avait fait du profit aux dépens des opérations de sauvetage des juifs. Marcus défie Kastner de se justifier. Le supérieur de Kastner, le ministre du commerce et de l'industrie, Dov Yoseph, estimait que la question de prendre des mesures vis-à-vis de ces accusations était un problème personnel de Kastner. Mais l'Attorney General Haïm Cohen estima lui que les accusations étaient sérieuses, et que Kastner devait soit démissionner, soit laver son nom. Selon les mots de Cohen, « dans notre État nouveau, pur, idéal [...] un homme ne peut occuper un poste à responsabilités [...] quand il y a une tache sur lui, ou même seulement un grave soupçon de  collaboration avec les nazis ». N'ayant pas le choix, Kastner autorisa le gouvernement israélien à engager des poursuites en son nom contre Gruenwald.

## Le procès Kastner

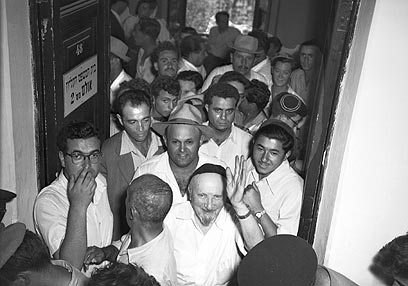
Gruenwald (levant le bras au centre) à la sortie de la cour suprême d'Israël.

En 1953, Cohen, qui était également ministre de la Justice, engage des poursuites pour diffamation contre Gruenwald ; selon Asher Maoz, il le fit « contre l'avis de plusieurs personnages publics, dont de futurs ministres de la Justice, Pinhas Rosen, et du ministre Dov Yosef ». Gruenwald engage son avocat, Shmuel Tamir, âgé de 31 ans né à Jerusalem sous le nom de Shmuel Katzenelson. Tamir est le fils de Reuven Katzenelson, membre de la Légion juive et sergent de Joseph Trumpeldor aux côtés de qui il combattit à la bataille de Gallipoli ; il est aussi le neveu de Joseph Katzenelson, compagnon de Zeev Jabotinsky, et un des deux chefs du secteur Immigration illégale de l'Irgoun. Shmuel Katzenelson s'est engagé dans l'Irgoun à 15 ans, où il était surnommé Tamir (en hébreu : grand et droit), nom qui devient ensuite son nom légal. Il était chef du renseignement de l'Irgoun à Jérusalem, et Rina, la fille de Gruenwald, a servi sous son commandement comme infirmière.
Alors que les juristes pensaient que le procès ne durerait que 4 jours, il se prolongea près de dix-huit mois, et se finit par l'acquittement de Gruenwald et un verdict où le juge Benjamin Halevy considère que Kastner avait « vendu son âme au diable ». La base de cette affirmation et du verdict est le fait que Kastner a collaboré avec l'officier SS Hermann Krumey (de), puis avec Adolf Eichmann, trahissant les juifs de Hongrie en échange du sauvetage de quelques centaines de Juifs proéminents. Il le condamne aussi parce qu'après la guerre, il donne un témoignage positif sur le comportement d'un autre SS, Kurt Becher, qui a convaincu les autorités de Nuremberg de ne pas le poursuivre pour crimes de guerre. La cour suprême d'Israël annule la condamnation pour collaboration en 1958, alors que Kastner a déjà été assassiné.